# Rich Merritt
Richard Wayne Merritt ( 26 de setembro de  1967) é um escritor,  bloggeiro e advogado.  Merritt realiza palestras em universidades, cursos de direito, entre outras organizações civis. Seus debates vão desde a respeito dos  movimentos LGBT até fundamentalismo religioso. Ele tem sido uma figura controversa desde que foi capa da New York Times Magazine em 28 de junho de 1998 em uma matéria de Jennifer Egan intitulada "Uniforms In The Closet: The Shadow Life Of A Gay Marine” (Fardas No Armário: A Vida Secreta De Um Militar Gay) . Atualmente mora em Manhattan.

## Biografia
Merritt nasceu em Greenville, Carolina do Sul de pais cristãos fundamentalistas.  Seus pais possuem origem Irlandesa, Alemã e Cherokee , sendo descendentes de famílias que há anos moram em ou nas redondezas de Piedmont, Carolina do Sul, aos pés de Blue Ridge Mountains.  Primeiramente sua família fez parte da igreja Pentecostal, mas mudaram-se para uma congregação Batista quando Merritt tinha seis anos.  Ambas são denominações de cristianismo Protestante.

### Educação
Merritt estudou primeiramente na creche de uma igreja batista até que seus pais o transferiram para uma escola fundamental da Bob Jones University.  Ele se formou na  Bob Jones Academy em 1985 como presidente de classe.  Durante suas ferias de verão, ele trabalhou em vários cargos na The Wilds Christian Association, um acampamento cristão fundamentalista.  Ele ficou na Bob Jones University por dois anos até que em 1988 se transferiu para a Clemson University. Embora a BJU não fosse uma instituição reconhecida na época, Merritt afirma em sua biografia que ele só se transferiu para a Clemson University porque o ex-senador Strom Thurmond, também se graduou lá.

### Exército
Após o seu aniversario de dezoito anos, Merritt se alistou nas forces armadas americanas, sendo transferido em Janeiro de 1986 para uma unidade de treinamento na Carolina do Sul. Após seu treinamento de campo, ele trabalhou temporariamente na  Redstone Arsenal em Huntsville, Alabama.  Merritt retornou para Greenville quando se juntou à unidade reserva dos fuzileiros navais. Merritt chegou ao patamar de sargento em maio de 1990.
Merritt gastava suas folgas de reserva estudando na Clemson. De acordo com suas obrigações militares, Merritt fez um teste e foi aprovado para o programa comissionario (um variante de oficialato brasileiro) da marinha.  Ele estudou o curso de Platoon Leaders na Marine Corps Base Quantico no norte da  Virginia durante os verões e se formou Aspirante em julho de 1989.
Na Clemson, Merritt conheceu Gary Fullerton, colega de classe e aspirante a oficial da marinha. Ambos seguiram carreira e se tornaram amigos pelos próximos dezessete anos seguintes.
Em dezembro de 1990, Merritt subiu como segundo tenente, sendo encaminhado para a ativa, retornado para uma escola de especialização. No final do curso, ele se juntou a Military Occupational Specialty tornado-se especialista em artilharia, tendo viajado e servindo como oficial na ilha de Okinawa no Japão.  Nesse período ele passou brevemente pelas Filipinas e pela Coreia do Sul.
Terminando suas expedições, Merritt foi condecorado primeiro tenente, sendo transferido para a 3rd Low Altitude Air Defense Battalion (3rd LAAD) na Marine Corps Base Camp Pendleton, Califórnia nas redondezas de San Diego.  Ele continuou trabalhando com especialista em artilharia, especificamente em mísseis, planejando e executando treinamentos no deserto Mojave nas estações de treinamento do exército na Marine Corps Air Ground Combat Center Twentynine Palms e depois no estado do Arizona no Marine Corps Air Station Yuma.  Em 1994 ele se juntou a 15th Marine Expeditionary Unit (15th MEU), uma unidade da marinha relacionada com atividades com tanques anfíbios.
Em outubro de 1994, Saddam Hussein moveu cerca de 80,000 tropas Iraquianas para as zonas próximas  a fronteira com o Kuwait, o que foi visto como uma clara tentativa de invasão.  A 15th MEU e  Tripoli ARG, que depois Merrit fez parte como oficial, estava coincidentemente no golfo pérsico no momento, tendo sido os primeiros a se mobilizar contra as tropas Iraquianas. Após duas semanas de impasse, as tropas do Iraque retornaram e as tropas no Golfo retornaram para San Diego.  Devido a esse momento de hostilidades, os fuzileiros e os marinheiros foram condecorados por reconhecimento.  Merritt foi premiado com uma medalha por esse período.
Ele retornou para Camp Pendleton, e em junho de 1995 subiu ao posto de capitão. Atuou por mais três anos no exército, quando foi dispensado em agosto de 1998 após treze anos de serviço na ativa e na reserva das forças armadas.

### Direito
No mesmo mes em que foi dispensado, Merrit adentrou ao curso de direito da University of Southern California Law School em Los Angeles  e se graduou advogado em maio de 2001.  Ele era estagiário no escritório da Jones Day e se tornou funcionário após terminar a faculdade.
No final de 2003 o pai de Merritt foi diagnosticado com Esclerose lateral amiotrófica.  O diagnóstico e a natureza da doença fez Merritt desistir de trabalhar como advogado e sair de San Diego mudando-se de volta para sua cidade natal. Ele conseguiu um emprego na Powell Goldsten, um empresa de advocacia de Atlanta, mas foi logo demitido apos não divulgar ao seu empregador que ele estaria publicando "Secrets of a Gay Marine Porn Star".  Seu pai morreu em 2005, e um ano depois ele se mudou para Nova Iorque onde atualmente trabalha com direito comercial.

## Controvérsias
Segundo sua autobiografia, foi na unidade de treinamento dos Fuzileiros que ele teve contato com significativo além do fundamentalismo religioso de Greenville e do campus da BJU.  Seu primeiro colega de quarto era católico, sendo essa a sua primeira relação com alguém diferente de sua fé. Além disso, a Bob Jones University era famosa por sua discriminação racial. Nos treinamentos, Merritt tinha um instrutor afro-americano, sendo ele o primeiro negro que teve autoridade sobre ele.  Merritt descreveu essa época com uma “experiência libertadora”.
Após deixar o seu primeiro período de ativa no exercito, e retornar a BJU, Merritt começou a ter problemas com as regras e os dogmas do fundamentalismo religioso do cristianismo.

### Orientação sexual
Merritt não falou a respeito de sua orientação sexual. Na sua auto biografia, ele afirma que quando estava na Bob Jones Junior High School, Bob Jones III, o então presidente da BJU, em um protesto antigay na  Casa Branca disse que os "homossexuais deveriam ser condenados a morte assim como a bíblia diz."[carece de fontes?] O ambiente hostil fez Merritt negar a si mesmo que era gay. Uma vez fora do mundo fundamentalista, ele não pode negar sua atração por pessoas do mesmo sexo.

Em agosto de 1998, Merritt foi dispensado da Marinha e imediatamente matriculou-se na de direito. Naquela época, o escritor Max Harrold, abordou Merritt sobre uma entrevista que ele planejava fazer para a revista The Advocate, uma revista voltada para  comunidade gay e lésbica. Merritt e ele se acertaram, e Harrold reuniu-se com Judy Wieder, editora da revista. Ela concordou em publicar a história no fim do ano junto de um resumo dos acontecimentos notáveis de 1998. A reportagem de capa da edição apresentava George Michael, o cantor, que tinha acabado de ser preso por masturbação pública.
Em 16 de fevereiro de 1999, a edição da The Advocate expunha a carreira secreta de Merritt na indústria pornográfica gay, com o título "The Marine Who Did Gay Porn" (O fuzileiro que fez Pornô Gay).
Em 2002 Merritt começou a trabalhar na sua autobiografia. Numa entrevista dada a A&U Magazine, Merritt revelou as motivações para contra sua história, suas atividades na indústria gay e a vida subversiva na Bob Jones University, embora o trabalho de escreve-la também tenha sido terapêutica. Ironicamente, ele inicialmente trabalhou com um editor na Alyson Publications.

### Periódicos
De  1996 até o período em que saiu do exercito em 1998, Merritt escrevia numa coluna para a Navy-Marine Corps Times, um jornal pertencente a  Gannett  que  era distribuída nas instalações militares dos EUA no mundo inteiro. A revista tinha uma seção chamada "Back Talk" onde um marinheiro e um fuzileiro dividiam opiniões sob diversos assuntos relacionados ao seviço. O jornal encorajou Merrit a escrever sob o apelido de "Buster Pittman," o nome do cachorro do seu namorado, sem trazer nenhum transtorno para ele. Em seus artigos, os editores da revista o incentivaram a discutir assuntos controversos, como a posição feminina no exercito e a negação da lei "Don't ask, don't tell".
Essa última coluna atraiu a atenção da Servicemembers Legal Defense Network, que criou um grupo de debate em Washington, DC a respeito da posição homossexual no exercito.

### Livros
- "Secrets Of A Gay Marine Porn Star"
- "Code of Conduct"

### Televisisão
- 6 de junho de  2005, data de lançamento de Secrets of a Gay Marine Porn Star, Merritt foi entrevistado por Jamie Guerolla para a  WHNS-Carolina, filiada da Fox em Greenville, Carolina do Sul.  O foco da entrevista era o período de Merrit na Bob Jones University.  A BJU não participou da entrevista, embora tenha afirmado que "estava triste devido as escolhas  que Merrit fez."
- 10 de junho de 2006. Merritt foi entrevistado por Stephanie Butler na Under The Pink Carpet em Manhattam.[16]
- Em Janeiro de  2008, para o  lançamento de  Code of Conduct Merritt foi entrevistado por Itay Hod.[17]

### Radio
Em junho de 2005, como parte da turnê de divulgação de "Secrets of a Gay Marine Porn Star", Merritt foi entrevistado por Steve Pride.

### Impressos
- Jackson, Jennifer (1999). The Unlightable Being of Bareness. San Francisco, CA: Funky Publications. ISBN 1-2345-6789-0.